# Serie Promozione 1922-1923
La Serie Promozione è stata la 23ª edizione del campionato svizzero di calcio di Serie Promozione (seconda divisione). La squadra vincitrice è stata lo Sportclub Veltheim.

## Stagione

### Novità
Dalla Serie A 1921-1922 è stato retrocesso in Serie Promozione 1922-1923 il Neumünster. Dalla Serie Promozione 1921-1922 è stato promosso in Serie A 1922-1923 il Lugano.

## Formula
48 squadre partecipanti, suddivise in sei gironi all'italiana (Due punti a vittoria, uno a pareggio, zero a sconfitta) a carattere regionale: due gironi Ovest (Svizzera romanda), due gironi Centrali, (Svizzera centrale) e due gironi Est (Svizzera orientale). Le due squadre vincitrici dei rispettivi gironi (Est, Centrale e Ovest) si affrontano tra di loro in una gara unica in campo neutro; le tre squadre vincitrici a loro volta si affronteranno in un Girone Finale di incontri di solo andata e in campo neutro, per stabilire la vincitrice del torneo. Queste tre squadre verranno anche promosse nella Serie A 1923-1924.

## Gruppo Ovest 1

### Squadre partecipanti
| Club                    | Stagione | Città      | Stadio               | Stagione precedente |
| ----------------------- | -------- | ---------- | -------------------- | ------------------- |
| Club Athletique Ginevra | dettagli | Ginevra    |                      | Gruppo Ovest 1      |
| Forward Morges          | dettagli | Morges     |                      | Gruppo Ovest 1      |
| Losanna (II)            | dettagli | Losanna    | Stade de la Pontaise | Gruppo Ovest 1      |
| Saint-Jean              | dettagli | Saint-Jean |                      | Gruppo Ovest 1      |
| Servette (II)           | dettagli | Ginevra    | Stade des Charmilles | Gruppo Ovest 1      |
| Signal Losanna          | dettagli | Losanna    |                      | Gruppo Ovest 1      |
| Urania Ginevra (II)     | dettagli | Ginevra    | Stade de Frontenex   | Gruppo Ovest 1      |
| Vevey                   | dettagli | Vevey      |                      | Gruppo Ovest 1      |

### Classifica finale
|  | Pos. | Squadra                   | Pt | G  | V  | N | P  | GF | GS | DR  |
|  | ---- | ------------------------- | -- | -- | -- | - | -- | -- | -- | --- |
|  | 1.   | Étoile Carouge            | 23 | 14 | 11 | 1 | 2  | 44 | 12 | +32 |
|  | 2.   | Forward Morges            | 20 | 14 | 9  | 2 | 3  | 36 | 21 | +15 |
|  | 3.   | Servette(II)              | 16 | 14 | 8  | 0 | 6  | 29 | 28 | +1  |
|  | 4.   | Losanna (II)              | 14 | 14 | 6  | 2 | 6  | 38 | 30 | +8  |
|  | 5.   | Urania Ginevra (II)       | 13 | 14 | 6  | 1 | 7  | 24 | 30 | -6  |
|  | 6.   | Saint-Jean                | 12 | 14 | 5  | 2 | 7  | 23 | 33 | -10 |
|  | 7.   | Vevey                     | 7  | 14 | 3  | 1 | 10 | 24 | 41 | -17 |
|  | 8.   | Amicale Abattoirs Ginevra | 7  | 14 | 3  | 1 | 10 | 18 | 44 | -26 |

Legenda:

      Ammesso alla finale per la promozione in Serie A 1923-1924.
      Retrocesso in Serie B 1923-1924.
Note:

Due punti a vittoria, uno a pareggio, zero a sconfitta.

## Gruppo Ovest 2

### Squadre partecipanti
| Club                    | Stagione | Città             | Stadio                | Stagione precedente |
| ----------------------- | -------- | ----------------- | --------------------- | ------------------- |
| Cantonal Neuchâtel (II) | dettagli | Neuchâtel         | Stade du Crêt         | Gruppo Ovest 2      |
| Concordia Basilea       | dettagli | Yverdon           | Concordia Parc        | Gruppo Ovest 2      |
| Étoile-Sporting (II)    | dettagli | La Chaux-de-Fonds | Stade Les Foulets     | Gruppo Ovest 2      |
| Friburgo (II)           | dettagli | Friborgo          | Stade Saint-Léonard   | Gruppo Ovest 2      |
| La Chaux-de-Fonds (II)  | dettagli | La Chaux-de-Fonds | Stade de la Charrière | Gruppo Ovest 2      |
| Orbe                    | dettagli | Orbe              | Stade du Puisoir      | Gruppo Ovest 2      |
| Xamax Neuchâtel (II)    | dettagli | Neuchâtel         |                       | Gruppo Ovest 2      |

### Classifica finale
|  | Pos. | Squadra                | Pt | G  | V | N | P | GF | GS | DR  |
|  | ---- | ---------------------- | -- | -- | - | - | - | -- | -- | --- |
|  | 1.   | Signal Losanna         | 20 | 12 | 9 | 2 | 1 | 44 | 20 | +24 |
|  | 2.   | Concordia Yverdon      | 17 | 12 | 7 | 3 | 2 | 44 | 20 | +24 |
|  | 3.   | Étoile-Sporting(II)    | 16 | 12 | 7 | 2 | 3 | 26 | 15 | +11 |
|  | 4.   | Cantonal Neuchâtel(II) | 11 | 12 | 5 | 1 | 6 | 22 | 29 | -7  |
|  | 5.   | Xamax Neuchâtel        | 9  | 12 | 4 | 1 | 7 | 20 | 29 | -9  |
|  | 6.   | Friburgo (II)          | 6  | 12 | 2 | 2 | 8 | 18 | 50 | -32 |
|  | 7.   | La Chaux-de-Fonds (II) | 5  | 14 | 1 | 3 | 8 | 19 | 33 | -   |

Legenda:

      Ammesso alla finale per la promozione in Serie A 1923-1924.
      Retrocesso in Serie B 1923-1924.
Note:

Due punti a vittoria, uno a pareggio, zero a sconfitta.

## Finale gruppi ovest 1 e 2
- S'incontrano le due squadre vincenti i rispettivi gironi. (Dato che la partita si é conclusa in pareggio, si è dovuto ricorrere a un'altra partita di spareggio.)

|                | Risultato   |                | Luogo e data            |  |
| -------------- | ----------- | -------------- | ----------------------- |  |
| Signal Losanna | 1 - 1 (dts) | Étoile Carouge | Losanna, 15 aprile 1923 |  |
|                | Risultato   |                | Luogo e data            |  |
| Étoile Carouge | 2 - 0       | Signal Losanna | Ginevra, 22 aprile 1923 |  |
|                |             |                |                         |  |

## Gruppo centrale 1

### Squadre partecipanti
| Club                     | Stagione | Città    | Stadio               | Stagione precedente |
| ------------------------ | -------- | -------- | -------------------- | ------------------- |
| Berna (II)               | dettagli | Berna    | Stadion Neufeld      | Gruppo Centrale 1   |
| Bienne (II)              | dettagli | Bienna   |                      | Gruppo Centrale 1   |
| Cercle des Sports Bienne | dettagli | Bienna   |                      | Gruppo Centrale 1   |
| Grenchen                 | dettagli | Grenchen |                      | Gruppo Centrale 1   |
| Soletta                  | dettagli | Soletta  | Stadion FC Solothurn | Gruppo Centrale 1   |
| Victoria Berna           | dettagli | Berna    | Stadio               | Gruppo Centrale 1   |
| Young Boys (II)          | dettagli | Berna    | Stadio               | Gruppo Centrale 1   |

### Classifica finale
|  | Pos. | Squadra                  | Pt | G  | V  | N | P  | GF | GS | DR  |
|  | ---- | ------------------------ | -- | -- | -- | - | -- | -- | -- | --- |
|  | 1.   | Grenchen                 | 20 | 12 | 10 | 0 | 2  | 37 | 18 | +19 |
|  | 2.   | Young Boys(II)           | 16 | 12 | 8  | 0 | 4  | 52 | 32 | +20 |
|  | 3.   | Bienne (II)              | 14 | 12 | 7  | 0 | 5  | 29 | 23 | +6  |
|  | 4.   | Soletta                  | 13 | 12 | 6  | 1 | 5  | 35 | 33 | +2  |
|  | 5.   | Victoria Berna           | 12 | 12 | 5  | 2 | 5  | 26 | 24 | +2  |
|  | 6.   | Berna (II)               | 5  | 12 | 2  | 1 | 9  | 17 | 47 | -30 |
|  | 7.   | Cercle des Sports Bienne | 4  | 12 | 2  | 0 | 10 | 13 | 32 | -21 |

Legenda:

      Ammesso alla finale per la promozione in Serie A 1923-1924.
      Retrocesso in Serie B 1923-1924.
Note:

Due punti a vittoria, uno a pareggio, zero a sconfitta.

## Gruppo centrale 2

### Squadre partecipanti
| Club                  | Stagione | Città   | Stadio                    | Stagione precedente |
| --------------------- | -------- | ------- | ------------------------- | ------------------- |
| Black Stars Basilea   | dettagli | Basilea | Sportplatz Buschweilerhof | Gruppo Centrale 1   |
| Breite Basilea        | dettagli | Basilea |                           | Gruppo Centrale 1   |
| Helvetia              | dettagli | Berna   |                           | Gruppo Centrale 1   |
| Nordstern             | dettagli | Basilea | Stadion Rankhof           | Gruppo Centrale 1   |
| Old Boys Basilea (II) | dettagli | Basilea | Stadium Schützenmatte     | Gruppo Centrale 1   |

### Classifica finale
|  | Pos. | Squadra             | Pt | G | V | N | P | GF | GS | DR  |
|  | ---- | ------------------- | -- | - | - | - | - | -- | -- | --- |
|  | 1.   | Concordia Basilea   | 12 | 8 | 5 | 2 | 1 | 17 | 16 | +1  |
|  | 2.   | Black Stars Basilea | 11 | 8 | 5 | 1 | 2 | 12 | 18 | -6  |
|  | 3.   | Nordstern           | 9  | 8 | 4 | 1 | 2 | 13 | 12 | +1  |
|  | 4.   | Helvetia Berna      | 5  | 8 | 2 | 1 | 5 | 11 | 17 | -6  |
|  | 5.   | Breite Basilea      | 3  | 8 | 1 | 1 | 6 | 8  | 18 | -10 |

Legenda:

      Ammesso alla finale per la promozione in Serie A 1923-1924.
      Retrocesso in Serie B 1923-1924.
Note:

Due punti a vittoria, uno a pareggio, zero a sconfitta.

## Finale gruppi centrali 1 e 2
- S'incontrano le due squadre vincenti i rispettivi gironi.

|                   | Risultato |          | Luogo e data         |  |
| ----------------- | --------- | -------- | -------------------- |  |
| Concordia Basilea | 3 - 1     | Grenchen | [[ ]], 8 aprile 1923 |  |
|                   |           |          |                      |  |

## Gruppo ovest 1

### Squadre partecipanti
| Club                   | Stagione | Città   | Stadio                     | Stagione precedente   |
| ---------------------- | -------- | ------- | -------------------------- | --------------------- |
| Baden                  | dettagli | Baden   |                            | Gruppo ovest 1        |
| Ballspielclub Zurigo   | dettagli | Zurigo  |                            | Gruppo ovest 1        |
| Blue Stars Zurigo (II) | dettagli | Zurigo  | Sportanlage Hardhof        | Gruppo ovest 1        |
| Kickers Lucerna        | dettagli | Lucerna |                            | Gruppo ovest 1        |
| Lucerna                | dettagli | Lucerna |                            | Gruppo ovest 1        |
| Neumünster             | dettagli | Zurigo  |                            | 1ª nel Gruppo ovest 1 |
| Oerlikon               | dettagli | Zurigo  |                            | Gruppo ovest 1        |
| Olten                  | dettagli | Olten   |                            | Gruppo ovest 1        |
| Sirius                 | dettagli | Zurigo  |                            | Gruppo ovest 1        |
| Thalwil                | dettagli | Thalwil | Sportanlage Brand          | Gruppo ovest 1        |
| Wohlen                 | dettagli | Wohlen  | Sportzentrum Nieder-matten | 1ª nel Gruppo ovest 1 |
| Zurigo (II)            | dettagli | Zurigo  | Stadio Letzigrund          | Gruppo ovest 1        |

### Classifica finale
|  | Pos. | Squadra               | Pt | G  | V  | N | P  | GF | GS | DR   |
|  | ---- | --------------------- | -- | -- | -- | - | -- | -- | -- | ---- |
|  | 1.   | Neumünster            | 38 | 22 | 16 | 6 | 0  | 73 | 22 | + 51 |
|  | 2.   | Baden                 | 34 | 22 | 15 | 4 | 3  | 61 | 28 | +33  |
|  | 3.   | Oerlikon              | 29 | 22 | 13 | 3 | 6  | 57 | 18 | +39  |
|  | 4.   | Olten                 | 29 | 22 | 13 | 3 | 6  | 57 | 38 | +19  |
|  | 5.   | Zurigo(II)            | 24 | 22 | 11 | 2 | 9  | 42 | 41 | +1   |
|  | 6.   | Wohlen                | 22 | 22 | 10 | 2 | 10 | 47 | 52 | -5   |
|  | 7.   | Kickers Lucerna       | 20 | 22 | 8  | 4 | 10 | 39 | 52 | -13  |
|  | 8.   | Ballspielclub Zurigo  | 18 | 22 | 8  | 2 | 12 | 58 | 59 | -1   |
|  | 9.   | Lucerna(II)           | 14 | 22 | 3  | 8 | 11 | 29 | 47 | -18  |
|  | 10.  | Blue Stars Zurigo(II) | 14 | 22 | 5  | 4 | 13 | 24 | 49 | -25  |
|  | 11.  | Sirius                | 12 | 22 | 5  | 2 | 15 | 35 | 67 | -32  |
|  | 12.  | Thalwil               | 10 | 22 | 4  | 2 | 16 | 30 | 80 | -50  |

Legenda:

      Ammesso alla finale per la promozione in Serie A 1923-1924.
      Retrocesso in Serie B 1923-1924.
Note:

Due punti a vittoria, uno a pareggio, zero a sconfitta.

## Gruppo ovest 2

### Squadre partecipanti
| Club                | Stagione | Città      | Stadio                | Stagione precedente |
| ------------------- | -------- | ---------- | --------------------- | ------------------- |
| Arbon               | dettagli | Arbon      |                       | Gruppo Est 2        |
| Brühl (II)          | dettagli | San Gallo  | Stadion Espenmoos     | Gruppo Est 2        |
| Oberwinterthur (II) | dettagli | Winterthur |                       | Gruppo Est 2        |
| Romanshorn          | dettagli | Romanshorn |                       | Gruppo Est 2        |
| San Gallo (II)      | dettagli | San Gallo  | Stadion Espenmoos     | Gruppo Est 2        |
| Sciaffusa           | dettagli | Sciaffusa  |                       | Gruppo Est 2        |
| Töss                | dettagli | Töss       |                       | Gruppo Est 2        |
| Wil                 | dettagli | Wil        |                       | Gruppo Est 2        |
| Winterthur (II)     | dettagli | Winterthur | Stadion Schützenwiese | Gruppo Est 2        |

### Classifica finale
|  | Pos. | Squadra          | Pt | G  | V  | N | P  | GF | GS | DR  |
|  | ---- | ---------------- | -- | -- | -- | - | -- | -- | -- | --- |
|  | 1.   | Veltheim         | 28 | 16 | 12 | 4 | 0  | 65 | 14 | +51 |
|  | 2.   | San Gallo (II)   | 19 | 16 | 8  | 3 | 5  | 40 | 29 | +11 |
|  | 3.   | Sparta Sciaffusa | 19 | 16 | 7  | 5 | 4  | 34 | 17 | +17 |
|  | 4.   | Oberwinterthur   | 17 | 16 | 6  | 5 | 5  | 29 | 19 | +10 |
|  | 5.   | Winterthur(II)   | 17 | 16 | 7  | 3 | 6  | 28 | 23 | +5  |
|  | 6.   | Arbon            | 17 | 16 | 8  | 1 | 7  | 24 | 36 | -12 |
|  | 7.   | Wil              | 13 | 16 | 5  | 3 | 8  | 27 | 38 | -11 |
|  | 8.   | Romanshorn       | 9  | 16 | 3  | 3 | 10 | 19 | 49 | -30 |
|  | 9.   | Brühl (II)       | 5  | 16 | 1  | 3 | 12 | 19 | 60 | -39 |

Legenda:

      Ammesso alla finale per la promozione in Serie A 1923-1924.
      Retrocesso in Serie B 1923-1924.
Note:

Due punti a vittoria, uno a pareggio, zero a sconfitta.

## Finale gruppi est 1 e 2
S'incontrarono le due squadre vincenti i rispettivi gironi.
|          | Risultato |            | Luogo e data           |  |
| -------- | --------- | ---------- | ---------------------- |  |
| Veltheim | 4 - 0     | Neumünster | Basilea, 6 maggio 1923 |  |
|          |           |            |                        |  |

## Fase finale
|                   | Risultati |                   | Luogo e data           |  |
| ----------------- | --------- | ----------------- | ---------------------- |  |
| Concordia Basilea | 0 - 0     | Étoile Carouge    | Berna, 29 aprile 1923  |  |
| Veltheim          | 1 - 1     | Concordia Basilea | Baden, 13 maggio 1923  |  |
| Étoile Carouge    | 0 - 4     | Veltheim          | Bienna, 27 maggio 1923 |  |
|                   |           |                   |                        |  |

### Classifica finale
|  | Pos. | Squadra           | Pt | G | V | N | P | GF | GS | DR |
|  | ---- | ----------------- | -- | - | - | - | - | -- | -- | -- |
|  | 1.   | Veltheim          | 3  | 2 | 1 | 1 | 0 | 5  | 1  | +4 |
|  | 2.   | Concordia Basilea | 2  | 2 | 0 | 2 | 0 | 1  | 1  | 0  |
|  | 3.   | Étoile Carouge    | 1  | 2 | 0 | 1 | 1 | 0  | 4  | -4 |

## Verdetti
- SC Veltheim è Campione Svizzero di Serie Promozione 1922-1923.